# Jesse Johnson Yeates

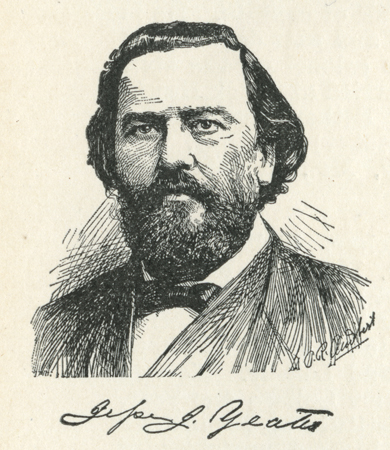
Jesse Johnson Yeates (Gravur entstanden 1860 und als Foto 1906 veröffentlicht)

Jesse Johnson Yeates (* 29. Mai 1829 bei Murfreesboro, Hertford County, North Carolina; † 5. September 1892 in Washington, D.C.) war ein US-amerikanischer Politiker. Zwischen 1875 und 1879 sowie im Jahr 1881 vertrat er den Bundesstaat North Carolina im US-Repräsentantenhaus.

## Werdegang
Jesse Yeates besuchte zunächst private Schulen und danach das Emory and Henry College in Emory (Virginia). Nach einem anschließenden Jurastudium und seiner 1855 erfolgten Zulassung als Rechtsanwalt begann er in Murfreesboro in diesem Beruf zu arbeiten. Zwischen 1855 und 1860 war er Staatsanwalt im dortigen Hertford County. Danach fungierte er von 1860 bis 1866 als Staatsanwalt im ersten Gerichtsbezirk seines Staates. Diese Tätigkeit wurde allerdings durch eine Teilnahme am Bürgerkrieg unterbrochen.
Gleichzeitig begann er als Mitglied der Demokratischen Partei eine politische Laufbahn. Von 1860 bis 1862 saß er als Abgeordneter im Repräsentantenhaus von North Carolina. Während des Bürgerkrieges diente er zunächst als Hauptmann und später als Major in einer Infanterieeinheit aus North Carolina, die Teil der Armee der Konföderation war. Während der Amtszeit von Gouverneur Jonathan Worth (1865–1868) gehörte Yeates dessen Beraterstab an. 1871 war er Delegierter auf dem regionalen Parteitag der Demokraten Partei in North Carolina. Im selben Jahr war er auch Mitglied einer Kommission zur Überarbeitung der Staatsverfassung.
Bei den Kongresswahlen des Jahres 1874 wurde Yeates im ersten Wahlbezirk von North Carolina in das US-Repräsentantenhaus in Washington gewählt, wo er am 4. März 1875 die Nachfolge von Clinton L. Cobb antrat. Nach einer Wiederwahl konnte er bis zum 3. März 1879 zwei Legislaturperioden im Kongress absolvieren. Bei den Wahlen des Jahres 1878 unterlag er dem Republikaner Joseph John Martin. Gegen den Ausgang dieser Wahl legte Yeates allerdings Widerspruch ein. In der Zwischenzeit trat Martin am 4. März 1879 sein neues Mandat an. Der Kongress entschied erst am 29. Januar 1881 zu Yeates' Gunsten, der damit bis zum 3. März desselben Jahres nur noch wenige Wochen als Abgeordneter amtieren konnte.
1880 hatte Jesse Yeates nicht mehr für den Kongress kandidiert. In den folgenden Jahren praktizierte er in der Bundeshauptstadt Washington als Anwalt. Dort ist er am 5. September 1892 auch verstorben. Er war mit Virginia Scott (1832–1888) verheiratet, mit der er einen Sohn hatte.